# PSN (logiciel)
Pour les articles homonymes, voir PSN.
PSN est un logiciel monoposte de gestion de projets. Il précède PSNext.

## Historique de PSN (version monoposte)
- 2000 - PSN 8
- 1996 - PSN 7
- 1993 - PSN 6
- 1991 - PSN 5
- 1988 - PSN 4
- 1986 - Sortie de PSN 2 en France
- 1982 - Sortie de PS (Project Scheduler) aux USA